# Canakinumab
Le canakinumab est un anticorps monoclonal dirigé contre l'interleukine 1 bêta.

## Mode d'action
En inhibant l'interleukine 1bêta, il diminue le taux d'interleukine 6 e la synthèse hépatique de la CRP et du fibrinogène. Par ce biais, il a une action anti-inflammatoire.

## Utilisations
Il permet d'obtenir des rémissions dans le syndrome périodique associé à la cryopyrine (en) (CAPS) ainsi que dans la polyarthrite chronique juvénile dans sa forme systémique (maladie de Still).
Dans la polyarthrite rhumatoïde, il améliore les symptômes des formes résistantes au méthotrexate. Il s'avère être meilleur que la colchicine dans la prévention des crises de goutte et permet d'améliorer les formes réfractaires de ces dernières.
Testé dans le diabète de type I, il ne permet pas d'amélioration significative.
Donné dans les suites d'un infarctus du myocarde, il diminue le risque de survenue d'accidents cardiaques. Il pourrait avoir également un rôle protecteur sur la survenue d'un cancer du poumon.